# Дедова, Елизавета Макаровна
Елизавета Макаровна Дедова (род. 1956) — советская киноактриса.

## Биография
Родилась в 1956 году.
В 1976 году окончила Киевский театральный институт имени Карпенко-Карого (курс Б. П. Ставицкого).
Дебютировав в кино ещё студенткой в 1974 году в 1976—1990 годах — актриса Киевской киностудии имени А. П. Довженко.

Роли были различны по объёму, по жанровому решению и смысловой нагрузке, но каждая помогала на практике познавать тонкости профессии. Из всего, сыгранного Е. Дедовой в кино за пять лет после института, сама она отмечает прежде всего три роли: Стефу в «Тайнах святого Юра», Ирину Кабардину в «Преодолении» и Валерию в телефильме «Нежность к ревущему зверю». Думается, что киноэкран ещё познакомит нас с ней и неоднократно подарит зрителю встречу с её драматическим дарованием.— З. Фурманова — Елизавета Дедова // Журнал «Советский экран», № 12, 1985
В 1991 году уехала в США.

## Фильмография
- 1974 — Земные и небесные приключения — Таня
- 1977 — Сапоги всмятку — актриса
- 1979 — Умри на коне — Лия
- 1981 — Такая поздняя, такая теплая осень — гид «Интуриста»
- 1982 — Нежность к ревущему зверю — Валерия
- 1982 — Преодоление — Ирина Александровна Кабардина, графиня — главная роль
- 1982 — Тайны святого Юра — Стефа — главная роль
- 1984 — Канкан в английском парке — связная, возлюбленная Ивана Качура
- 1987 — Цыганка Аза — эпизод
- 1988 — Новые приключения янки при дворе короля Артура — фрейлина
- 1989 — Трудно быть богом — эпизод
- 1990 — Кодры — Надя Ревинская

## Награды
- 1982 — Диплом кинофестиваля «Молодость» за исполнение роли Стефы в фильме «Тайны святого Юра»[1]